# 爪床裂傷
爪床裂傷（そうしょうれっしょう、英: nail bed laceration）は、爪床の損傷の一種である。症状には、痛みや爪の下の出血などがあげられる。末節骨粗面骨折やシーモア骨折と関連していることある
扉に挟まれたり槌でぶつけたりなど、切り傷や圧潰が原因である。単純、放射、圧潰などの種類がある。診断は、症状と検査に基づいておこなわれる。根本的に骨折が疑われる場合はX線を撮って診断する。
一般的に爪の損傷が小さい場合、特別な処置は必要ないが、爪の下の出血を抜く場合がある。それ以外は、縫合によって傷口を縫う必要がある場合がある。単純な切り傷の場合は、爪を残したまま縫合する。圧潰の場合は、爪を剥してから吸収性縫合糸で爪床の裂傷を閉じる。処置の後に、爪郭を開いた状態に保持する用具を付ける必要性についての証拠はない。 リングブロックや指の止血帯は処置の役に立つ。
爪床裂傷は比較的一般的みられる損傷である。若い男性が最も多く罹患する。爪床裂傷の最も適切な処置の研究は不十分であり、爪の除去や縫合は費用がよりかかる。手の爪が元に戻るまでには約2か月かかり、足の爪は4か月かかる。